# Pasquale Gabriele
Pasquale Gabriele (Gioia del Colle, 5 gennaio 1991) è un pallavolista italiano.
Gioca nel ruolo di schiacciatore nella Sir Safety Perugia.

## Carriera
La carriera di Pasquale Gabriele inizia nel 2007 nelle giovanili del Gioia del Volley; nella stagione 2008-09 passa all'Associazione Sportiva Volley Lube di Macerata, giocando nella squadra che disputa il campionato di Serie B2, mentre nell'annata successiva è alla squadra federale del Club Italia, dove rimane per tre annate disputando sia la Serie B1 sia, a partire dalla stagione 2010-11, la Serie A2: in questo periodo fa parte sia della nazionale Under-19 che quella Under-20 e Under-21.
Nella categoria cadetta veste la maglia della Pallavolo Atripalda per la stagione 2012-13, con cui si aggiudica la Coppa Italia di categoria. L'esordio in Serie A1 avviene per il campionato 2013-14 quando viene ingaggiato dal BluVolley Verona, stesso campionato dove milita anche nell'annata seguente con il Gruppo Sportivo Porto Robur Costa di Ravenna; nel 2015 ottiene le prime convocazioni nella nazionale maggiore.
Nella stagione 2015-16 è nuovamente all'Associazione Sportiva Volley Lube, ma a metà campionato viene ceduto alla Rinascita Volley '78 Lagonegro, in Serie B1: a seguito del ripescaggio della società, partecipa al campionato cadetto 2016-17.
Nella stagione 2017-18 si accasa alla Fenice Cerignola, in Serie B, mentre nell'stagione successiva ritorna in Serie A1 grazie all'ingaggio da parte della Sir Safety Perugia.

## Palmarès

### Club
- Coppa Italia di Serie A2: 1

2012-13